# Renault Clio
La Renault Clio è una autovettura di segmento B prodotta in cinque serie a partire dal 1990 dalla casa automobilistica francese Renault.

## Prima serie
La prima serie della Clio viene presentata nel marzo 1990 col difficile compito di sostituire la Supercinque, una delle utilitarie più vendute in Europa, ma ormai anche decisamente datata in quanto evoluzione della 5 risalente al 1972.

## Seconda serie
La seconda serie della Clio subentrò alla prima esattamente otto anni dopo, nel marzo del 1998. A tutt'oggi si tratta della serie più longeva in quanto, anche con l'avvento della terza serie, avvenuto nel 2005, essa ha continuato ad essere prodotta con la denominazione di Clio Storia fino al 2012 ed è stata tolta dai listini solo con l'arrivo della quarta serie, in autunno. Era in vendita anche in America Meridionale, Canada e in Messico dal 2000 al 2012.

## Terza serie
Come già anticipato, la terza generazione fu lanciata nel 2005, e precisamente al Salone di Ginevra. La nuova vettura fu caratterizzata dalle dimensioni molto più generose e in linea con la tendenza delle concorrenti a superare la soglia dei quattro metri di lunghezza. Dopo il lancio della quarta generazione, la Clio III continuerà a essere prodotta col nome di Clio Collection e con una gamma semplificata.

## Quarta serie
Tra luglio e agosto del 2012 sono cominciate le ordinazioni della quarta generazione della Clio, la cui presentazione ufficiale al pubblico avviene al Salone di Parigi nell'autunno dello stesso anno. Questo modello è stata utilizzato come base per realizzare la Renault Captur.

## Quinta serie
Il 28 e 29 gennaio 2019, sono state mostrate rispettivamente le prime immagini degli interni e degli esterni della quinta serie di Renault Clio. A settembre 2019 viene annunciato l'arrivo di un motore ibrido E-TECH per il primo semestre del 2020: si tratta di un 1.6 benzina affiancato da 2 motori elettrici e da una batteria da 1,2 kWh.
Ad aprile 2025, la Renault Clio è stata l’auto più immatricolata in Europa. Ha così spodestato la Dacia Sandero dal titolo di auto più "popolare".

## Galleria d'immagini
| Clio I | Clio II | Clio III | Clio IV | Clio V |
| ------ | ------- | -------- | ------- | ------ |
|        |         |          |         |        |
|        |         |          |         |        |
|        |         |          |         |        |

## La Clio nelle competizioni

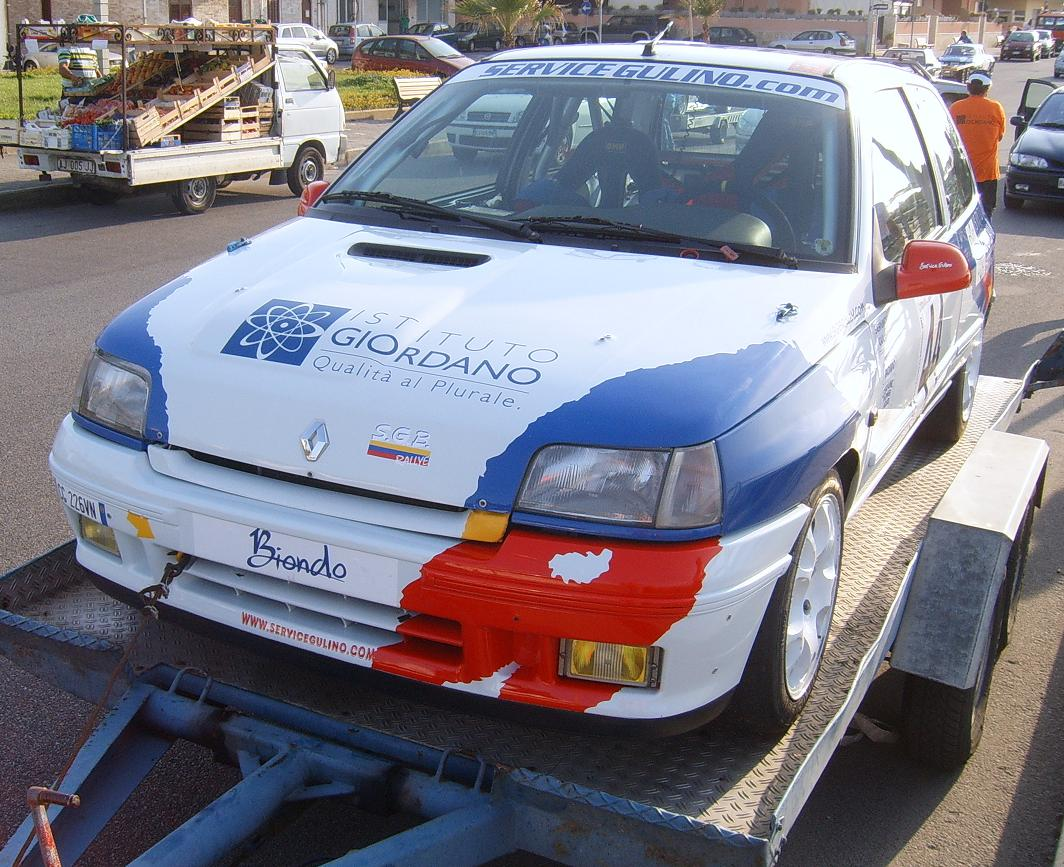
Una Clio Williams in conformità SuperN

La Renault Clio ha avuto molto successo nelle competizioni automobilistiche.
Lanciata nel mondo delle corse con il primo modello datato 1991 con motorizzazione 1800 16V, la Clio è stata sempre ai vertici delle classifiche; successivamente, appena immesso sul mercato il modello celebrativo "Williams" con motorizzazione 2000 16v, la 1800 16v è stata accantonata.
Negli ultimi anni è stata omologata per le competizioni anche il modello "Rs" e la recentissima versione "R3" della New Clio, ma la regina al momento resta sempre la Clio Williams, soprattutto nei Rally con le due conformità SuperN e Gruppo A. L'omologazione della "Williams" è scaduta a fine 2007 e pertanto dal 1º gennaio 2008 è entrata a far parte delle vetture "Fuori Omologazione", mantenendo la sua configurazione originale.
In questo modo le ex Gruppo A entrano nel gruppo FA e le ex gruppo N entrano nel gruppo FN, rispettivamente FA7 e FN3.